# Claire Mathon
Claire Mathon (* 1975) ist eine französische Kamerafrau.

## Leben
Claire Mathon schloss 1998 ihr Studium an der École Louis-Lumière ab und war seitdem sowohl als Kameraassistentin als auch als hauptverantwortliche Kamerafrau für Dokumentar-, Fernseh- und Kinofilme tätig.
2018 wurde sie in die Academy of Motion Picture Arts and Sciences berufen, die jährlich die Oscars vergibt.
Für ihre Kameraarbeit an den Filmen Atlantique und Porträt einer jungen Frau in Flammen gewann sie die Auszeichnungen der Los Angeles Film Critics Association (2019) bzw. der National Society of Film Critics (2020) sowie einen César (2020). Ferner wurde sie 2020 bei den Prix Lumières für die Beste Kamera ausgezeichnet. 2022 erhielt sie den Marburger Kamerapreis.

## Filmografie (Auswahl)
- 2006: Verzeiht mir (Pardonnez-moi)
- 2009: Plein Sud – Auf dem Weg nach Süden (Plein Sud)
- 2010: Angèle und Tony (Angèle et Tony)
- 2010: Ich bin eine Terroristin; Regie: Valerie Gaudissart
- 2013: Der Fremde am See (L’inconnu du lac)
- 2015: Mein ein, mein alles (Mon roi)
- 2015: Zwei Freunde (Les deux amis)
- 2015: Nur Fliegen ist schöner (Comme un avion)
- 2016: Haltung bewahren! (Rester vertical)
- 2019: Atlantique
- 2019: Porträt einer jungen Frau in Flammen (Portrait de la jeune fille en feu); Regie: Céline Sciamma
- 2019: Es ist ein Drama (Un film dramatique); Regie: Eric Baudelaire
- 2021: Enthüllung einer Staatsaffäre (Enquête sur un scandale d’État); Regie: Thierry de Peretti
- 2021: Spencer; Regie: Pablo Larraín
- 2021: Petite Maman – Als wir Kinder waren (Petite maman); Regie: Céline Sciamma
- 2022: Saint Omer; Regie: Alice Diop
- 2022: Une fleur à la bouche; Regie:Éric Baudelaire
- 2024: Miséricorde* 2024: Kein Wort
- 2024: Saint-Exupéry – Die Geschichte vor dem kleinen Prinzen (Saint-Ex)